# Astrup (parochie, Hjørring)
Astrup is een parochie van de Deense Volkskerk in de Deense gemeente Hjørring. De parochie maakt deel uit van het bisdom Aalborg en telt 1140 kerkleden op een bevolking van 1202 (2004).
Historisch was de parochie deel van de herred Vennebjerg.
In 1966 wordt de parochie deel van de dan gevormde gemeente Sindal. Deze gaat in 2007 op in de vergrote gemeente Hjørring.
Asdal · Astrup · Bindslev · Bjergby · Byrum · Hals · Hirtshals · Hørmested · Horne · Lendum · Mosbjerg · Mygdal · Sindal · Sørig · Tolne · Tornby · Tversted · Uggerby · Ugilt · Vesterø · Vidstrup